# 植物大战僵尸Online
《植物大战僵尸Online》是由Popcap开发、腾讯代理的一款兼具卡牌和塔防两种类型的网页游戏。游戏使用QQ号来登录，同一个帐号可以登录不同的服务器，但不同的服务器之间的游戏数据不互通。目前，游戏内共有植物63种，僵尸32种。塔防模式关卡共5章，分别是秦始皇陵、埃及沙漠、海盗湾、未来世界和东海龙宫，每一章包含主线和支线关卡。

## 玩法
《植物大战僵尸Online》有塔防和卡牌两种游戏模式。塔防模式有挑战关卡、无尽挑战、暴走雪人和时光之旅。卡牌模式有冒险模式、世界BOSS、寻宝作战、竞技场、植物大乱斗、僵尸岛、试炼之路等，在卡牌模式中，“先攻值”影响着玩家之间的进攻先后，它由植物等级、营养室试剂、装备、世界树等级这几个因素共同决定。有时候活动还会有一些打击外星飞船等小游戏模式。
塔防植物可以通过关卡挑战来得到，也可以通过特定的活动获得。卡牌植物可以通过酒吧抽卡、神秘卡包抽卡、招募植物（植物碎片兑换植物）、礼包活动和充值等途径获得。塔防植物可以通过植物研究所来强化，强化所需条件也不一。卡牌植物可以通过植物升级、升星、觉醒、植物拼图、世界树、植物装备、植物时装、叶绿素、营养室、实验室等途径强化。VIP也有相应加成。
游戏内有金币、钻石、金钻、植物币、神奇植物币。其中，金币可以通过钻石兑换、塔防关卡、冒险副本、捉小偷、时光之旅和地图矿场获得，一些任务和活动也能产生金币。钻石可以通过签到、段位竞技场、天梯竞斗场、任务和活动等途径获得。植物币可以通过植物碎片获得。而植物币和神奇植物币可以通过金钻购买宝箱或者一些活动获得。